# Stazione di Massa Martana

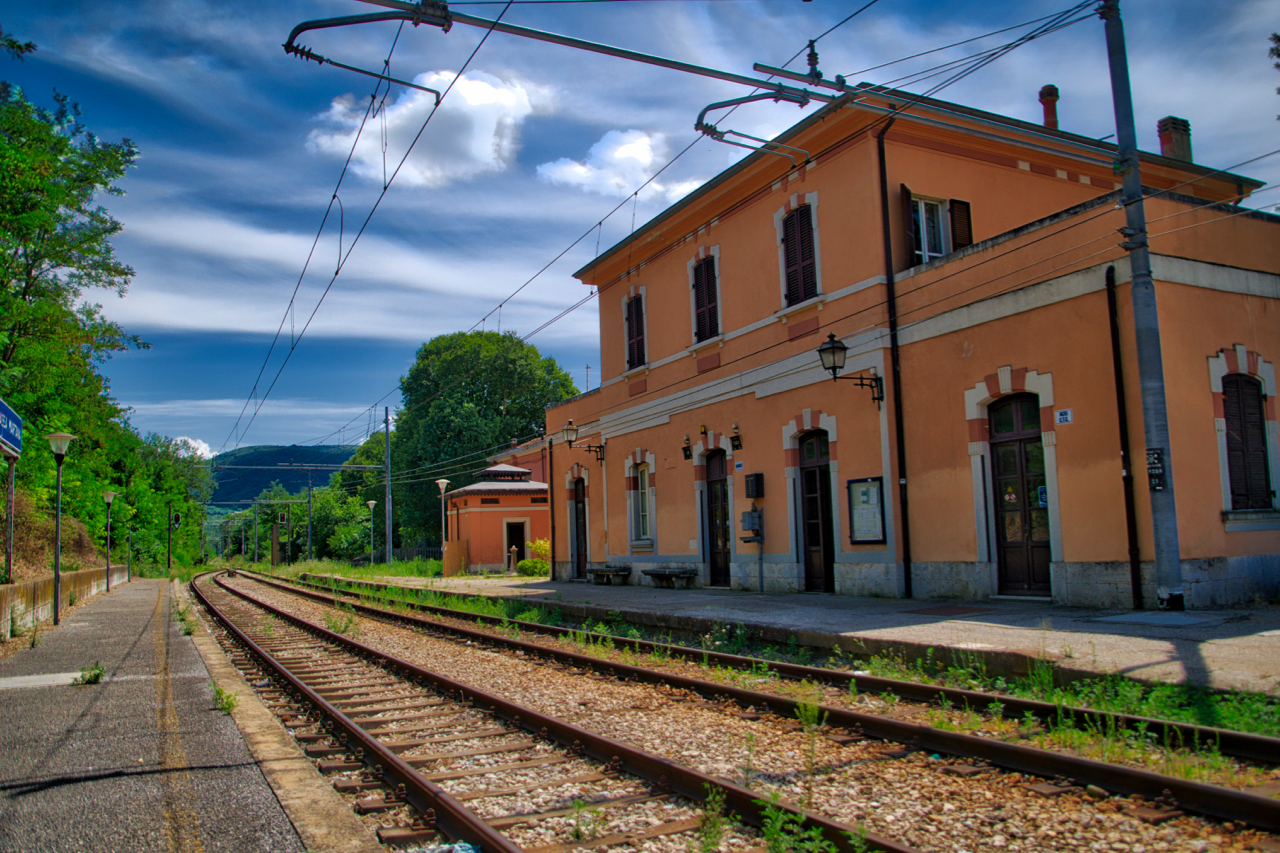
Stazione di Massa Martana, scatto in HDR

La stazione di Massa Martana è una stazione ferroviaria  sulla Ferrovia Centrale Umbra nel tratto tra Perugia e Terni.
È l'unica stazione propriamente detta nel territorio di Massa Martana. In località Selvarelle è invece presente la fermata ferroviaria di San Faustino Casigliano.
La gestione degli impianti è affidata a Rete Ferroviaria Italiana (RFI).

## Strutture e impianti
Il fabbricato viaggiatori, simile agli altri presenti sulla linea, è una struttura su due livelli. Soltanto il piano terra, che ospita una sala d'attesa, è fruibile dai viaggiatori, mentre il piano superiore è adibito ad abitazione privata. Dall'edificio principale si diramano due corpi di minori dimensioni ad un solo piano. Poco distante è presente il piccolo edificio dei servizi igienici.
Sul lato Terni della stazione rimane ancora il magazzino merci, non più utilizzato, ma mantenuto in buone condizioni, oltre ai binari di accesso allo scalo merci. Nei pressi del magazzino, sussiste tuttora l'abitazione per il capostazione, ormai in disuso. Vicino ad essa, termina il binario tronco di scalo, sul quale risulta accantonato un locomotore Abl 031, dismesso dal servizio.
Il piazzale si compone di due binari, più il binario tronco che garantiva l'accesso alla banchina e allo merci. Tutti i binari sono serviti da banchina e collegati fra loro da una passerella. Il binario 1 è di corsa, mentre il binario 2 viene usato per le precedenze fra i treni.
Dal 25 dicembre 2017 la stazione è stata chiusa in attesa dei lavori di manutenzione di impianti e sostituzione dei binari.

## Movimento
Il servizio passeggeri è effettuato per conto della Regione Umbria da Ferrovia Centrale Umbra s.r.l.. È assente da tempo il traffico merci.

## Servizi
La stazione dispone di:
- Sala d'attesa
- Servizi igienici